# بازیگر (فیلم ۱۹۹۲)
بازیگر (انگلیسی: The Player) فیلمی به کارگردانی رابرت آلتمن است که در سال ۱۹۹۲ منتشر شد. فیلمنامه این کار را مایکل تالکین بر اساس رمانی با همین عنوان از خودش نوشته‌است. داستان فیلم در مورد مدیر یک استودیو فیلم در هالیوود است که فیلم‌نامه‌نویسی که گمان می‌کند وی را تهدید به مرگ می‌کند را به قتل می‌رساند.

## طرح داستان
گریفین میل، یکی از مدیران استودیوهای هالیوود، با بانی شرو، ویراستار داستان‌ها، رابطه دارد. او داستان‌هایی را که توسط فیلم‌نامه‌نویسان ارائه می‌شود، بررسی کرده و تصمیم می‌گیرد کدام‌یک قابلیت تبدیل به فیلم را دارند، در حالی که تنها ۱۲ اثر از میان ۵۰,۰۰۰ پیشنهاد سالانه مورد تأیید قرار می‌گیرند. موقعیت شغلی او تهدید می‌شود وقتی لری لوی، مدیر نوظهور دیگری، در استودیو شروع به کار می‌کند. علاوه بر این، میل کارت‌پستال‌هایی با تهدید به مرگ دریافت می‌کند که تصور می‌شود از سوی یک فیلم‌نامه‌نویس باشد که داستانش رد شده است.
میل نتیجه می‌گیرد که این نویسنده ناراضی دیوید کهانه است و دوست‌دختر کهانه، جون گودموندسدوتیر، به او می‌گوید که کهانه در تئاتر ریالتو در پاسادینا، در حال تماشای فیلم دزد دوچرخه است. میل وانمود می‌کند که کهانه را در لابی می‌شناسد و به او پیشنهاد یک قرارداد فیلم‌نامه‌نویسی می‌دهد، به این امید که تهدیدها متوقف شوند. آن‌ها به یک بار نزدیک می‌روند، جایی که کهانه مست می‌شود و پیشنهاد میل را رد می‌کند، او را دروغگو می‌نامد و همچنان درباره موقعیت شغلی‌اش در استودیو او را تحریک می‌کند. در پارکینگ بار، بین آن‌ها درگیری رخ می‌دهد. میل بیش از حد پیش می‌رود و کهانه را در یک حوض کم‌عمق خفه می‌کند، در حالی که فریاد می‌زند «برای خودت نگه دار!» سپس صحنه جرم را به گونه‌ای ترتیب می‌دهد که شبیه یک سرقت نافرجام به نظر برسد.
روز بعد، وقتی میل دیر به جلسه می‌رسد و حواس‌پرت است، والتر استاکل، مسئول امنیت استودیو، او را درباره قتل مواجه می‌کند و می‌گوید که پلیس می‌داند او آخرین کسی بوده که کهانه را زنده دیده است. در پایان صحبت آن‌ها، میل از تعقیب‌کننده‌اش یک فکس دریافت می‌کند. این نشان می‌دهد که میل فرد اشتباهی را کشته و تعقیب‌کننده ظاهراً از این موضوع اطلاع دارد. میل در مراسم خاکسپاری کهانه شرکت می‌کند و با گودموندسدوتیر گفتگو می‌کند. کارآگاهان آوری و دولانگپره میل را به قتل مظنون می‌دانند.
میل کارت‌پستالی از تعقیب‌کننده دریافت می‌کند که پیشنهاد می‌دهد در بار هتلی ملاقات کنند. در حالی که میل منتظر است، دو فیلم‌نامه‌نویس، تام اوکلی و اندی سیولا، او را گیر می‌اندازند و ایده فیلم حبس بدن، یک درام حقوقی بدون ستارگان بزرگ و با پایانی ناراحت‌کننده، را مطرح می‌کنند. چون میل تنها نیست، تعقیب‌کننده‌اش ظاهر نمی‌شود. پس از ترک بار، میل فکسی در ماشینش دریافت می‌کند که به او می‌گوید زیر بارانی‌اش را نگاه کند. او جعبه‌ای حاوی یک مار زنگی زنده پیدا می‌کند و با وحشت، آن را با چترش می‌کوبد.
میل به گودموندسدوتیر می‌گوید که تجربه نزدیک به مرگش باعث شده احساساتش را نسبت به او درک کند. نگران از این‌که لوی همچنان موقعیت شغلی‌اش را تهدید می‌کند، میل از دو نویسنده می‌خواهد حبس بدن را به او پیشنهاد دهند و لوی را قانع می‌کند که این فیلم می‌تواند یک مدعی اسکار باشد. نقشه میل این است که اجازه دهد لوی فیلم را به تولید برساند و شکست بخورد، سپس میل در آخرین لحظه مداخله کرده و تغییراتی برای نجات فروش فیلم پیشنهاد دهد تا دوباره موقعیت خود را در استودیو بازیابد.
میل پس از قانع کردن شرو برای سفر به نیویورک به خاطر کارهای استودیو، گودموندسدوتیر را به یک ضیافت جوایز هالیوود می‌برد و رابطه آن‌ها عمیق‌تر می‌شود. شرو میل را درباره رابطه‌اش با گودموندسدوتیر مواجه می‌کند و میل بی‌رحمانه در حضور دو نویسنده رابطه‌اش را با او قطع می‌کند. میل گودموندسدوتیر را به یک استراحتگاه و آب‌گرم در بیابان دزرت هات اسپرینگز می‌برد. در میانه رابطه عاشقانه‌شان، میل به نقش خود در قتل کهانه اعتراف می‌کند و گودموندسدوتیر در پاسخ می‌گوید که او را دوست دارد.
وکیل میل به او اطلاع می‌دهد که رئیس استودیو، جوئل لویسون، اخراج شده و پلیس پاسادینا می‌خواهد او در یک صف شناسایی شرکت کند. یک شاهد عینی جلو آمده است اما او میل را شناسایی نمی‌کند.
یک سال بعد، قدرت‌مداران استودیو در حال تماشای پایان فیلم حبس بدن هستند که با یک پایان شاد و بازیگران مشهور تغییر یافته است. نقشه میل برای نجات فیلم جواب داده و او اکنون رئیس استودیو است. گودموندسدوتیر اکنون همسر میل است و از او باردار است. شرو به پایان جدید فیلم اعتراض می‌کند و توسط لوی اخراج می‌شود. او برای تجدیدنظر در اخراجش به میل مراجعه می‌کند، اما میل او را رد می‌کند. میل از لوی و مردی که خود را نویسنده کارت‌پستال معرفی می‌کند، ایده‌ای تلفنی دریافت می‌کند. مرد ایده‌ای درباره یک مدیر استودیو که یک نویسنده را می‌کشد و از مجازات فرار می‌کند، مطرح می‌کند. میل تحت تأثیر قرار گرفته و به نویسنده یک قرارداد می‌دهد، به شرط آنکه بتواند پایانی را تضمین کند که مدیر استودیو با همسر نویسنده، شاد زندگی کند. عنوان پیشنهادی نویسنده برای فیلم بازیکن است.

## بازیگران
- تیم رابینز - گریفین میل
- سینتیا استیونسون - بانی شرو
- پیتر گلگر - لری لوی
- بریون جیمز - جوئل لویسون
- وینسنت دن آفریو - دیوید کاهانی؟
- ووپی گلدبرگ - کارآگاه ایوری
- فرد وارد - والتر استاکل
- سیدنی پولاک - دیک ملون
- ریچارد ای گرانت - تاک اوکلی
- جف گلدبلوم - روکو
- جینا گرشان - ویتنی گرش
- برت رینولدز - خودش
- مالکوم مک‌داول - خودش
- الیوت گولد - خودش
- جولیا رابرتس - جولیا رابرتس
- بروس ویلیس - بروس ویلیس
- سوزان ساراندون - خودش
- دین استاکول - اندی سیولا
- دینا مریل - سلیا